# Red Bull Racing RB14
O Red Bull Racing RB14 é o modelo de carro de corrida fabricado pela equipe Red Bull Racing para a disputa da temporada de Fórmula 1 de 2018, pilotado por Daniel Ricciardo e Max Verstappen.
O lançamento do carro ocorreu em 19 de fevereiro.

## Pré-temporada
Adrian Newey, coordenador técnico, utilizou a versão final do carro de 2017, vencedor com Max na Malásia e no México, como base para o projeto do RB14 deste ano. Max e Ricciardo ficaram entusiasmados com sua velocidade e, principalmente, confiabilidade. "Nunca tivemos uma pré-temporada tão produtiva", definiu Ricciardo. O RB14 recebeu elogios explícitos até de Hamilton.
Max afirmou que o seu time vai estar no nível de Ferrari e Mercedes. "Se nosso ritmo for três ou quatro décimos pior na classificação, então na corrida lutaremos pela vitória, porque em condição do corrida nosso ritmo é semelhante." A exemplo de Hamilton, Max vê Mercedes, Ferrari e Red Bull como adversários diretos este ano.
O importante, destacou Ricciardo, foi a quilometragem acumulada sem enfrentar problemas, realidade oposta a vivida pela Red Bull no ano passado. "Permanecer na pista nos permitiu entender e desenvolver o carro, como não tinha sido possível ainda para mim desde que cheguei aqui", afirmou. O australiano completou 165 votas na pista catalã na quarta-feira e 92 nesta sexta-feira. Max, 130 voltas na terça-feira e 187 na quinta-feira, algo inusitado para a Red Bull.
Ricciardo estreou na Red Bull no ano da introdução da tecnologia híbrida, 2014, depois de a equipe conquistar os quatro títulos anteriores de pilotos e construtores. Mas a unidade motriz Renault, apesar da evolução, nunca esteve no nível da produzida pela Mercedes, e o próprio chassi da Red Bull se mostrou competitivo, de verdade, somente no fim do ano passado.
Pois Max e Ricciardo, tudo indicava, iam dispor, agora, de um conjunto chassi-unidade motriz para lutar pelas primeiras colocações desde o início do campeonato. "Até agora, nós nos tornávamos relativamente competitivos na segunda metade do ano. Acredito ser a primeira vez, para mim, que deveremos brigar lá na frente desde o começo", explicou Ricciardo. Os elementos que emergiram da pré-temporada sustentam a afirmação do piloto. Confirmado, o duelo entre Ricciardo e Max será uma das atrações da temporada.

## Raio X
Nos testes, o modelo RB14 foi veloz, mas apresentou alguns problemas. Caso a confiabilidade seja alcançada, deve incomodar Ferrari e Mercedes e pode beliscar vitórias.